# Lotte Jacobi
Johanna Alexandra „Lotte“ Jacobi (geboren am 17. August 1896 in Thorn, Westpreußen; gestorben am 6. Mai 1990 in Concord, New Hampshire) war eine deutsche Fotografin auf den Gebieten des Porträts, des Theaters und der Kunst.

## Leben und Werk
Jacobi entstammte in der vierten Generation einer jüdischen Fotografenfamilie und wuchs ab dem zweiten Lebensjahr in Posen auf; 1921 ging die Familie nach Berlin. Nach der Ausbildung – zunächst bei ihrem Vater – studierte Lotte Jacobi von 1925 bis 1927 in München Film und Fotografie. Danach übernahm sie das väterliche Studio in Berlin. Bereits zu dieser Zeit war sie bekannt als Fotografin der Künstler und der Kunst. Sie war Mitglied der Vereinigung der Arbeiterfotografen Deutschlands. Ihre Bilder erschienen in Magazinen wie der Berliner Illustrirten Zeitung oder in der Münchner Illustrierten Presse. Im Mai 1930 machte Lotte Jacobi die Bekanntschaft mit der italienischen Fotografin Tina Modotti. Im September 1930 stellte Modotti ihre Fotografien in Jacobis Galerie aus.
Als das nationalsozialistische Regime ab 1933 der Jüdin Lotte Jacobi die Arbeit nahezu unmöglich machte, arbeitete sie zunächst unter verschiedenen Pseudonymen, begünstigt auch durch die Agentur Schostal. Jacobi sah sich jedoch letztlich zur Emigration gezwungen. Ihr Atelier am Berliner Kurfürstendamm 35, das sie zusammen mit ihrer Schwester Ruth Jacobi führte, wurde von dem Fotografen Hein Gorny übernommen. Sie emigrierte 1935 mit ihrem Sohn aus der zwischenzeitlich geschiedenen Ehe nach New York. Hier heiratete sie 1940 den Berliner Verleger Erich Reiß, der 1939 über Schweden nach New York emigriert war. Bis 1955 lebte sie in der Stadt und porträtierte amerikanische und emigrierte europäische Intellektuelle, Schriftsteller und Künstler.
Nachdem Lotte Jacobi New York verlassen hatte, ließ sie sich im ländlichen Deering in New Hampshire nieder, wo sie wieder ein Studio eröffnete und auch Arbeiten junger Künstler ausstellte. Ihr Nachlass umfasst 47.000 Negative.
Unter anderem hat sie folgende Persönlichkeiten porträtiert: Berenice Abbott, W. H. Auden, Claire Bauroff, Martin Buber, Marc Chagall, W.E.B. Du Bois, Albert Einstein, Robert Frost, Heinrich George, Valeska Gert, Wieland Herzfelde, Emil Jannings, Egon Erwin Kisch, Käthe Kollwitz, Pauline Koner, Lotte Lenya, Peter Lorre, Wladimir Majakowski Thomas Mann, Max Schreck, Max Planck, Paul Robeson, Eleanor Roosevelt, May Sarton, J.D. Salinger, Edward Steichen, Alfred Stieglitz, Grete Sultan, Kurt Weill, Chaim Weizmann.
Zu ihren charakteristischen Arbeiten gehören aber auch die in den 1940er und 1950er Jahren entstandenen, ohne Kamera geschaffenen, experimentellen Foto-Grafiken, später von Leo Katz als „photogenics“ bezeichneten Werke.
1983 wurde Lotte Jacobi mit dem Dr.-Erich-Salomon-Preis der Deutschen Gesellschaft für Photographie für ihr Lebenswerk ausgezeichnet.

## Ausstellungen  (Auswahl)
- 1973 Einzelausstellung, Museum Folkwang, Essen
- 1990 Einzelausstellung, Museum Folkwang, Essen
- 1997 Einzelausstellung, Atelier Lotte Jacobi Berlin, New York., Das Verborgene Museum, Berlin
- 2012 Lotte Jacobi – Photographien. – Köln Käthe-Kollwitz-Museum, (14. September 2012 – 6. Januar 2013)[5]
- 2013 Künstlerinnen im Dialog, Das Verborgene Museum, Berlin[6]
- 2014 Künstlerinnen im Dialog, Das Verborgene Museum, Berlin[7]